# Carex lurida
Carex lurida är en halvgräsart som beskrevs av Göran Wahlenberg. Carex lurida ingår i släktet starrar, och familjen halvgräs. Inga underarter finns listade i Catalogue of Life.

## Bildgalleri

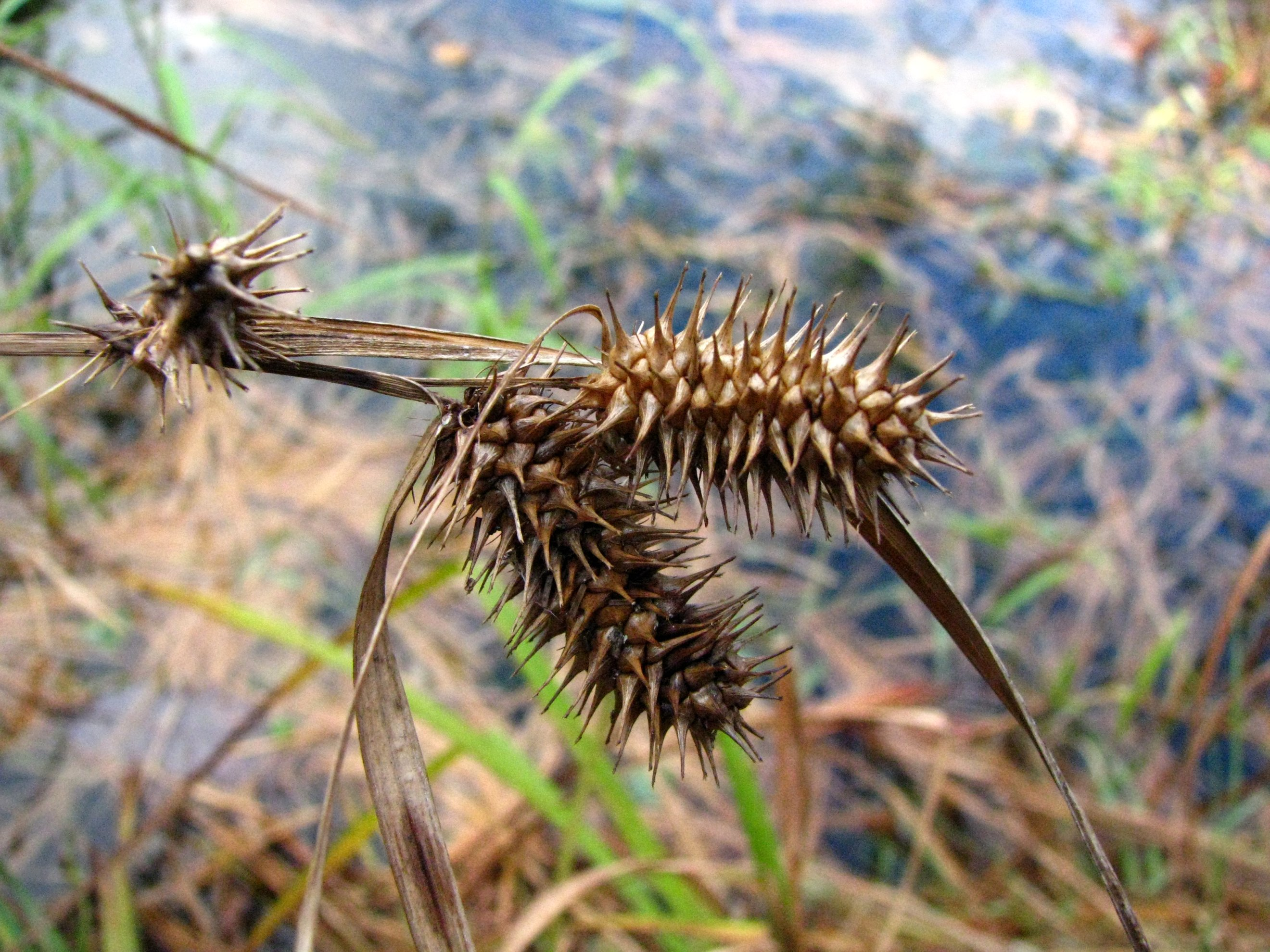
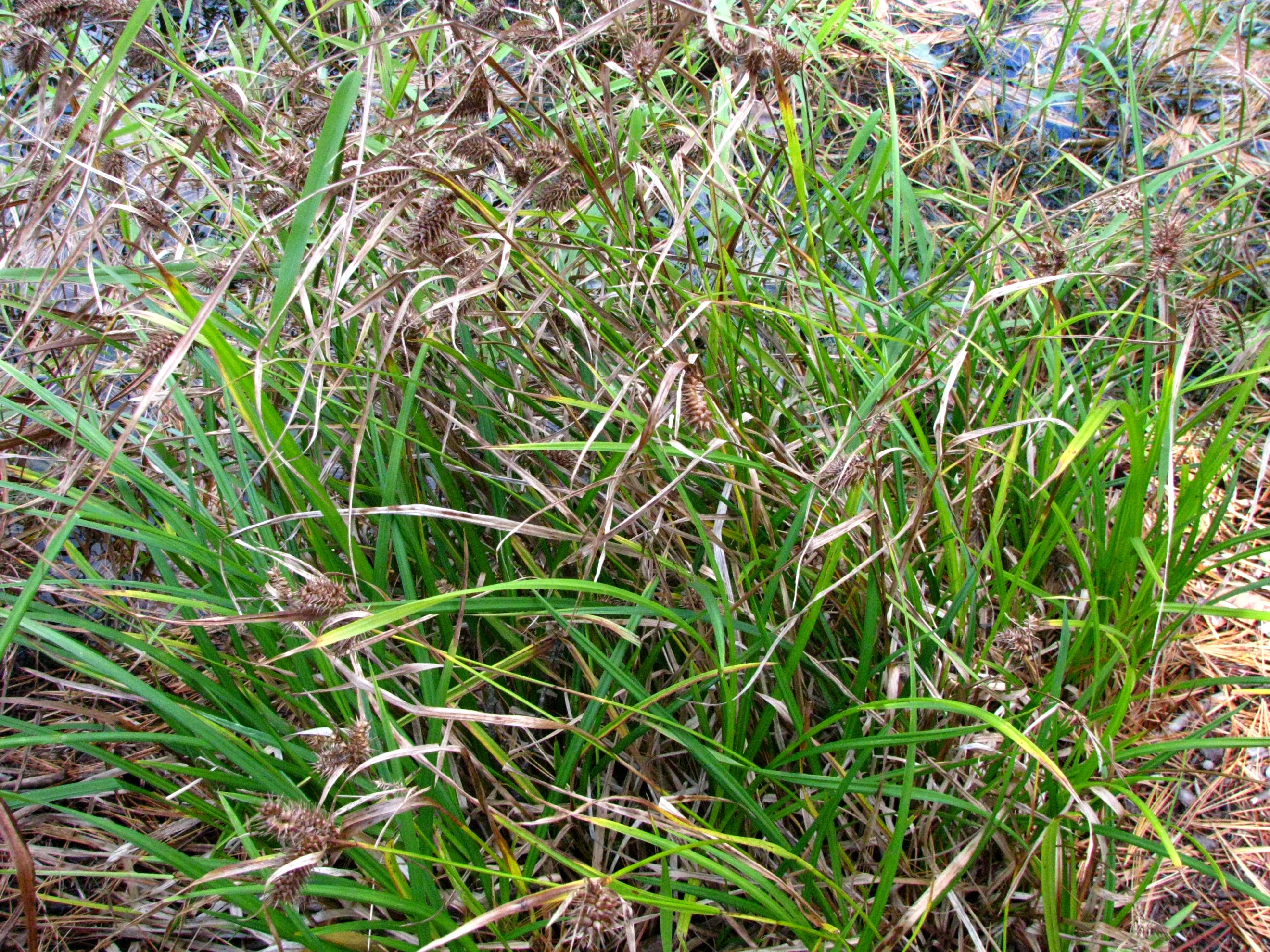